# Tembeassu
Tembeassu is een monotypisch geslacht van straalvinnige vissen uit de familie van de staartvinmesalen (Apteronotidae).

## Soort
- Tembeassu marauna Triques, 1998